# Mezőpetri község
Mezőpetri község (románul: Comuna Petrești) község Szatmár megyében, Romániában. Központja Mezőpetri, hozzá tartozik Kisdengeleg.

## Népessége
A 2011-es népszámlálás adatai alapján a község népessége 1588 fő volt.